# رتینوپاتی سروز مرکزی
رتینوپاتی سروز مرکزی (به انگلیسی: Central serous retinopathy) که با عنوان کوریورتینوپاتی مرکزی نیز شناخته می‌شود، یک بیماری چشم است که معمولاً منجر به اختلالات بینایی موقت و اغلب در یک چشم می‌شود. زمانی که بیماری فعال است، با نشت مایع در زیر شبکیه با تمایل به تجمع در زیر لکه زرد مرکزی (ماکولا)، مشخص می‌شود. این امر منجر به دید تار وکج و معوج (متامورفوپسیا) می‌گردد. وجود یک نقطه تار یا خاکستری در مرکز میدان دید در زمان جدا شدن شبکیه، شایع است. کاهش حدت بینایی ممکن است  پس از جذب مایع، همچنان باقی بماند.
منشا این بیماری ناشناخته است اما بیشتر در مردان سفیدپوست در گروه سنی ۲۰ تا ۵۰ سال و گاهی در سایر گروه‌های سنی دیده می‌شود. گمان می‌شود که استرس یا مصرف کورتیکواسترویید منجر به برانگیختن بیماری می‌شود.

## تشخیص
تشخیص معمولاً با گشادسازی مردمک و معاینه شبکیه شروع می‌شود و با    مقطع نگاری همدوسی اپتیکی و آنژیوگرافی فلورسین تأیید می‌گردد. در آنژیوگرافی معمولاً یک یا تعداد بیشتری نقطه فلورسنت با نشت مایع دیده می‌شود. آنژیوگرافیایندوسیانین سبز می‌تواند برای ارزیابی سلامت شبکیه در ناحیه مبتلا مورد استفاده قرار گیرد که جهت تصمیم گیری برای درمان، سودمند است.گرید آمسلر می‌تواند برای تعیین دقیق ناحیه درگیر میدان بینایی مورد استفاده قرار گیرد.

## علل ایجادکننده
رتینوپاتی سروز مرکزی جدا شدن لایه‌های ماکولا از بافت‌های نگه دارنده آن‌ها در اثر تجمع مایع است. این مسئله به مایع مشیمیه اجازه می‌دهد که به فضای زیر شبکیه نشت کند. به نظر می‌رسد که شکل‌گیری مایع به دلیل شکاف‌های کوچک در اپی تلیوم رنگدانه‌ای شبکیه باشد.
رتینوپاتی سروز مرکزی گاهی اوقات رتینوپاتی سروز مرکزی ایدیوپاتیک نامیده می‌شود که به این معناست که علت آن ناشناخته می‌باشد. با این حال به نظر می‌رسد که استرس نقش مهمی در ایجاد آن ایفا می‌کند. یک نتیجه‌گیری بالقوه نادرست این است که افراد با مشاغل پر استرس مانند خلبانان بیشتر در معرض ایجاد این بیماری هستند.
همچنین رتینوپاتی سروز مرکزی با کورتیزول و کورتیکواسترویید نیز در ارتباط می‌باشد. افراد مبتلا به رتینوپاتی سروز مرکزی دارای مقادیر بالاتری از کورتیزول می‌باشند. کورتیزول یک هورمون است که از کورتکس غده فوق کلیه ترشح می‌شود و بدن را برای مقابله با استرس آماده می‌کند. این امر می‌تواند توجیه‌کننده رابطه رتینوپاتی سروز مرکزی با استرس باشد. شواهد زیادی وجود دارد که کورتیکواستروییدها (مانند کورتیزون) که معمولاً برای درمان التهاب، حساسیت، بیماری‌های پوستی و حتی برخی بیماری‌های خاص چشم مورد استفاده قرار می‌گیرند، می‌توانند موجب برانگیختن رتینوپاتی سروز مرکزی، بدتر شدن و  بازگشت دوباره آن شوند. یک مطالعه بر روی ۶۰ فرد مبتلا به سندرم کوشینگ نشان داد که ۵٪ آنها(۳ نفر) مبتلا به رتینوپاتی سروز مرکزی بودند. مشخصه سندرم کوشینگ، وجود مقادیر بالای کورتیزول است.داروهای مقلد سمپاتیک خاصی نیز با ایجاد بیماری در ارتباط‌اند.
شواهد جدیدی نیز بر نقش هلیکوباکترپیلوری(گاستریت را ببینید) در این بیماری دلالت دارند. به نظر می‌رسد که وجود باکتری با حدت بینایی و سایر مواردی که به دنبال حمله بیماری در شبکیه یافت می‌شوند، مرتبط است.
همچنین شواهد تازه‌ای نیز نشان داده‌اند که افراد مبتلا به بیماری کلیوی گلومرولونفریت پرولیفراتیو غشایی نوع دو نیز ممکن است دچار ناهنجاری‌های شبکیه شامل رتینوپاتی سروز مرکزی شوند که به علت رسوب مواد مشابهی است که منجر به آسیب لایه گلومرولار درکلیه می‌شوند.

## پیش آگهی
به‌طور کلی پیش آگهی رتینوپاتی سروز مرکزی عالی است. با وجودی که کاهش ناگهانی بینایی ممکن است به اندازه۲۰ از ۲۰۰ باشد، بیش از ۹۰٪ بیماران در طول ۶ ماه، بینایی در حد ۲۰ از ۳۰ یا بیشتر را دوباره به دست می‌آورند.
زمانی که مایع به‌طور خود به خود یا با درمان حذف گردد، در حالی که چشم خوب می‌شود، بهبودی حدت بینایی و کاهش اختلالات بینایی ادامه می‌یابد. اگرچه برخی از اختلالات بینایی ممکن است حتی اگر حدت بینایی ۲۰ از ۲۰ شده باشد، باقی بمانند. مشکلات باقی‌مانده عبارتند از کاهش دید در شب، کاهش توانایی در تمایز رنگ‌ها و اعوجاج موضعی در دید که ناشی از ایجاد جوشگاه در لایه‌های زیر شبکیه است.
عوارض بیماری شامل رگ سازی زیر شبکیه‌ای و اپی تلیوپاتی رنگدانه‌ای می‌باشد.
بیماری ممکن است دوباره ایجاد شده و منجر به کاهش پیش رونده بینایی شود.
همچنین یک نوع مزمن از بیماری نیز وجود دارد که رتینوپاتی سروز مرکزی نوع دو نامیده می‌شود که در ۵٪ موارد رخ می‌دهد. در این نوع از بیماری، ناهنجاری اپی تلیوم رنگدانه‌ای بیشتر منتشر است تا محدود در یک نقطه و منجر به تولید ماندگار مایع در زیر شبکیه می‌شود. در این موارد، مایع سروزی تمایل دارد که به جای گنبدی شکل بودن، کم عمق باشد. پیش آگهی برای این موارد، کم تر مطلوب است و مشاوره‌های پزشکی ادامه دار توصیه می‌شود.

## درمان
تشخیص افتراقی جهت رد جداشدگی شبکیه که یک اورژانس پزشکی است، باید به سرعت انجام شود.
در اکثر چشم‌های مبتلا به رتینوپاتی سروز مرکزی جذب خود به خود مایع زیر شبکیه در عرض ۴-۳ ماه رخ می‌دهد و بهبود حدت بینایی معمولاً به دنبال آن رخ می‌دهد. هرگونه درمان با کورتیکواسترویید در مواردی که امکان‌پذیر باشد، باید کاهش داده شده و قطع گردد. مهم است که داروهای مصرفی شامل اسپری‌های بینی و کرم‌ها از لحاظ وجود ترکیبات کورتیکواسترویید بررسی شوند و در صورت وجود این ترکیبات با پزشک در مورد امکان جایگزینی آن‌ها  با سایر داروها مشورت شود.
گاهی اوقات بیماران تاریخچه واضحی از استرس روحی را بیان می‌کنند که در این موارد نیاز به مشاوره وجود دارد.
در صورتی که بیماری در عرض ۴-۳ ماه به صورت خود به خود بهبود نیابد، درمان باید صورت گیرد.
فوتوکواگولاسیون با لیزر که به‌طور موثری ناحیه نشت مایع را می‌سوزاند ممکن است در افرادی که در مدت زمان ۴-۳ ماهه، بهبودی اندکی را نشان داده‌اند و نشت مایع محدود به یک یا تعداد معدودی از نقاط  و در فاصله امنی از فووآ (فرورفتگی مرکزی شبکیه) باشد، مورد استفاده قرار گیرد. اگرچه در افراد زیادی، نشت مایع خیلی به ماکولای مرکزی نزدیک است و فوتوکوآگولاسیون ممکن است یک نقطه کور ایجاد کند، یا نشت مایع خیلی وسیع بوده و تشخیص منبع آن دشوار است. تضعیف فرورفتگی مرکزی شبکیه با ادامه علایم به مدت بیش از ۴ ماه همراه بوده‌است، اگرچه نتایج بلند مدت بهتری با یا بدون فوتوکوآگولاسیون به اثبات نرسیده‌است. فوتوکوآگولاسیون با لیزر می‌تواند موجب آسیب دائمی دید در ناحیه‌ای که استفاده می‌شود، گردد. لیزری که با دقت میزان شده باشد می‌تواند این آسیب را محدود نماید. علاوه بر این، فوتوکوآگولاسیون با لیزر یک  درمان مورد ترجیح برای موارد نشت مایع در ناحیه دید مرکزی نبوده و توسط برخی از پزشکان یک درمان منسوخ محسوب می‌گردد.
در موارد مزمن که نشت مایع در ماکولای مرکزی است، درمان حرارتی از میان مردمک به عنوان روش جایگزین فوتوکوآگولاسیون با لیزر پیشنهاد شده‌است.
درمان فوتودینامیک با ورتپورفین نوید یک درمان مؤثر با حداقل عوارض را داده است. مطالعات پیگیری، تأییدکننده تأثیر طولانی مدت این درمان شامل تأثیر آن برای موارد مزمن بیماری بوده‌اند. آنژیوگرافی ایندوسیانین سبز می‌تواند جهت پیش‌بینی نحوه پاسخگویی بیمار به درمان فوتودینامیک مورد استفاده قرار گیرد.
لیزر میکروپالس زرد نیز در موارد محدودی نتیجه بخش بوده‌است.
سایر روش‌های درمانی مورد بررسی شامل مهارکننده‌های رگ زایی و داروهای خوراکی متعدد می‌باشند.